# 阿尔科莱亚德卡拉特拉瓦
阿尔科莱亚德卡拉特拉瓦，是西班牙卡斯蒂利亚-拉曼恰雷阿尔城省的一个市镇。 总面积71平方公里，总人口1608人（2001年），人口密度23人/平方公里。